# Hiếu Định Vương hậu
Hiếu Định Vương hậu (6 tháng 3 năm 1831 – 2 tháng 1 năm 1904) còn được gọi là Minh Hiến Đại phi là vương phi thứ 2 và cuối cùng được lập của vua Triều Tiên Hiến Tông, quốc vương thứ 24 của nhà Triều Tiên. Bà xuất thân từ gia tộc Hồng thị ở Nam Dương.

## Sinh thời
Hiếu Định Vương hậu sinh năm Triều Tiên Thuần Tổ thứ 31 ngày 2 tháng 2, là thành viên của Nam Dương Hồng thị.
Năm Hiến Tông thứ 10 (1844), bà hành gia lễ cùng Hiến Tông và trở thành Kế Vương phi của ông, kế vị Hiếu Hiển vương hậu của An Đông Kim thị đã qua đời trước đó.
Sau khi Triết Tông tức vị, tấn tôn bà làm Minh Hiến Đại phi (明憲大妃).
Cao Tông tức vị, bà được tôn làm Minh Hiến Vương Đại phi (明憲王大妃), khi ấy trong vương cung có Thần Trinh Vương hậu của Phong Nhưỡng Triệu thị được tôn làm Hiếu Dụ Đại Vương Đại phi. Vương hậu của Triết Tông, tức Triết Nhân Vương hậu  của An Đông Kim thị tôn thành Minh Thuần Đại phi, sau lại nghênh đón Mẫn thị Ly Hưng làm Trung Điện, trong lịch sử Triều Tiên trường hợp cùng lúc có 4 vị từng là Trung Điện còn sống là điều cực hiếm, gồm có Đại Vương Đại phi, Vương Đại phi, Đại phi cùng Vương phi cùng sinh hoạt trong Vương cung, trường hợp còn lại là vào thời Triều Tiên Thành Tông.
Năm 1894, nhà Triều Tiên tuyên bố độc lập, bà được cải tôn thành Vương Thái hậu. Và bà cũng là vị Vương Thái hậu duy nhất trong lịch sử của vương triều Triều Tiên vì Triệu Đại Vương Đại phi và Kim Đại phi đều đã qua đời.
Sau khi Triều Tiên Cao Tông xưng Đế, là Hoàng đế của Đại Hàn đế quốc, bà lại được cải tôn thành Hoàng Thái hậu, xưng là Minh Hiến Thái hậu (명헌태후-明憲太后). Đến lúc này bà là người đầu tiên trong lịch sử Triều Tiên thụ danh vị Hoàng Thái hậu. Mẫn Vương phi đã bị ám sát năm 1895, do vậy khi đó bà là nữ quyến trưởng bối cao quý nhất trong hoàng thất. Năm Quang Vũ thứ 7 của Đại Hàn đế quốc (1904) ngày 2 tháng 1, bà qua đời tại Khánh Vận cung, thụy hiệu là Minh Hiến Thục Kính Duệ Nhân Chánh Mục Hoằng Thánh Chương Thuần Trinh Huy Trang Chiêu Đoan Hi Túy Ý Hiến Khang Tuy Dụ Ninh Từ Ôn Cung An Hiếu Định Vương hậu (明憲淑敬睿仁正穆弘聖章純貞徽莊昭端禧粹顕懿獻康綏裕寧慈溫恭安孝定王后).

Năm 1908, Triều Tiên Thuần Tông truy tôn Triều Tiên Hiến Tông thành Hoàng đế, đồng thời truy tôn Hiếu Định Vương hậu thành hoàng hậu, hiệu là Hiếu Định Thành Hoàng hậu (孝定成皇后).

Một bức bình phong mô tả sự xa hoa của Quốc hôn giữa Triều Tiên Hiến Tông và Hiếu Định Vương hậu.